# Пьер-ла-Треш
Пьер-ла-Треш (фр. Pierre-la-Treiche) — коммуна во французском департаменте Мёрт и Мозель региона Лотарингия. Относится к кантону Туль-Сюд.

## География

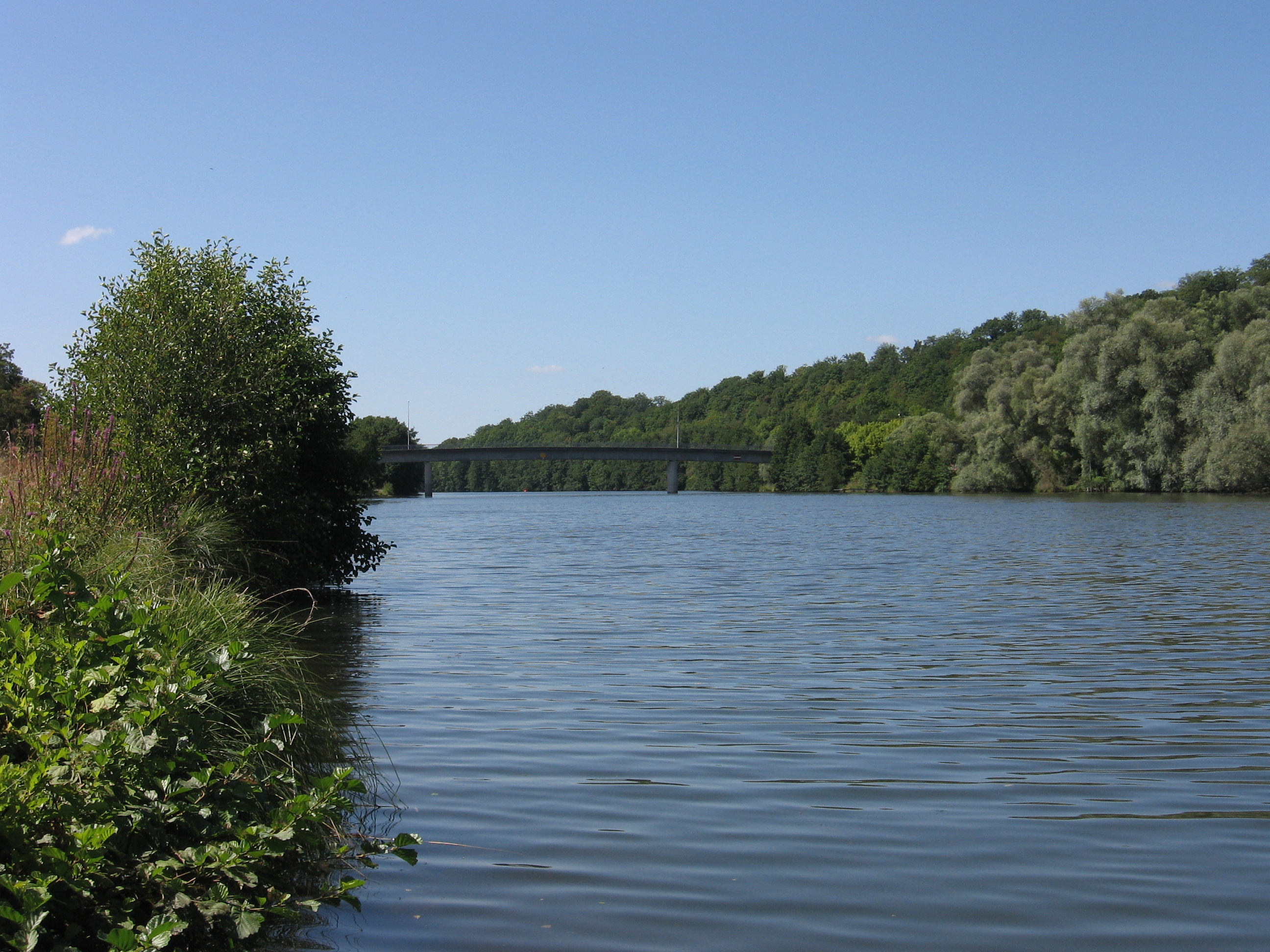
Мост через Мозель в Пьер-ла-Треш.

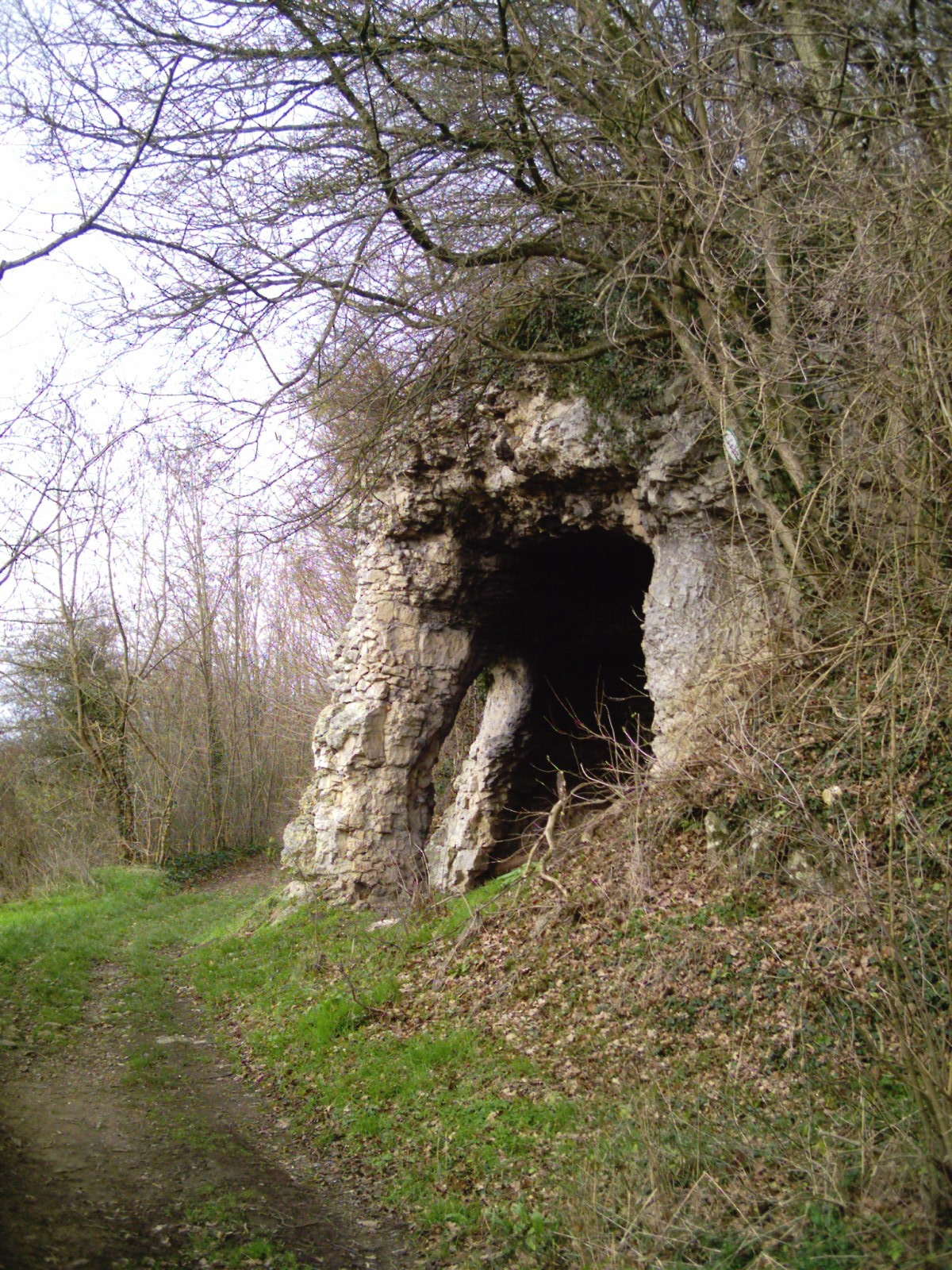
«Грот святой королевы» в Пьер-ла-Треш.

Пьер-ла-Треш расположен в 60 км к югу от Меца и в 20 км к западу от Нанси. Соседние коммуны: Вилле-ле-Сек на северо-востоке, Бикеле и Жи на юго-западе, Шодне-сюр-Мозель, Доммартен-ле-Туль и Туль на северо-западе.
Стоит на левом берегу Мозеля.

## История
- В окрестностях коммуны в гротах находятся следы палеолита, неолита и первобытного периодов.
- Погребения галло-романского периода и периода Меровингов были разрушены в XIX веке.

## Демография
Население коммуны на 2010 год составляло 535 человек.
| 1962 | 1968 | 1975 | 1982 | 1990 | 1999 | 2010 |
| ---- | ---- | ---- | ---- | ---- | ---- | ---- |
| 426  | 393  | 359  | 603  | 674  | 606  | 535  |

## Достопримечательности
- Многочисленные гроты со следами древнейших культур, начиная с палеолита. Грот «Тру-де-Кельт» содержит следы от неолита до бронзового века.
- Церковь XVIII века.